# Навабгандж (округ)
Навабгандж (бенг. নওয়াবগঞ্জ, англ. Nawabganj District) — округ на северо-западе Бангладеш, в области Раджшахи. Образован в 1984 году. Административный центр — город Навабгандж. Площадь округа — 1744 км². По данным переписи 2001 года население округа составляло 1 419 534 человека. Уровень грамотности взрослого населения составлял 23,8 %, что значительно ниже среднего уровня по Бангладеш (43,1 %). 94,27 % населения округа исповедовало ислам, 4,68 % — индуизм.

## Административно-территориальное деление
Округ состоит из 5 подокругов.
Подокруга (центр)
1. Бхолахат (Бхолахат)
2. Гомастапур (Гомастапур)
3. Начоле (Начоле)
4. Навабгандж-Садар (Навабгандж)
5. Шибгандж (Шибгандж)